# Hwacha

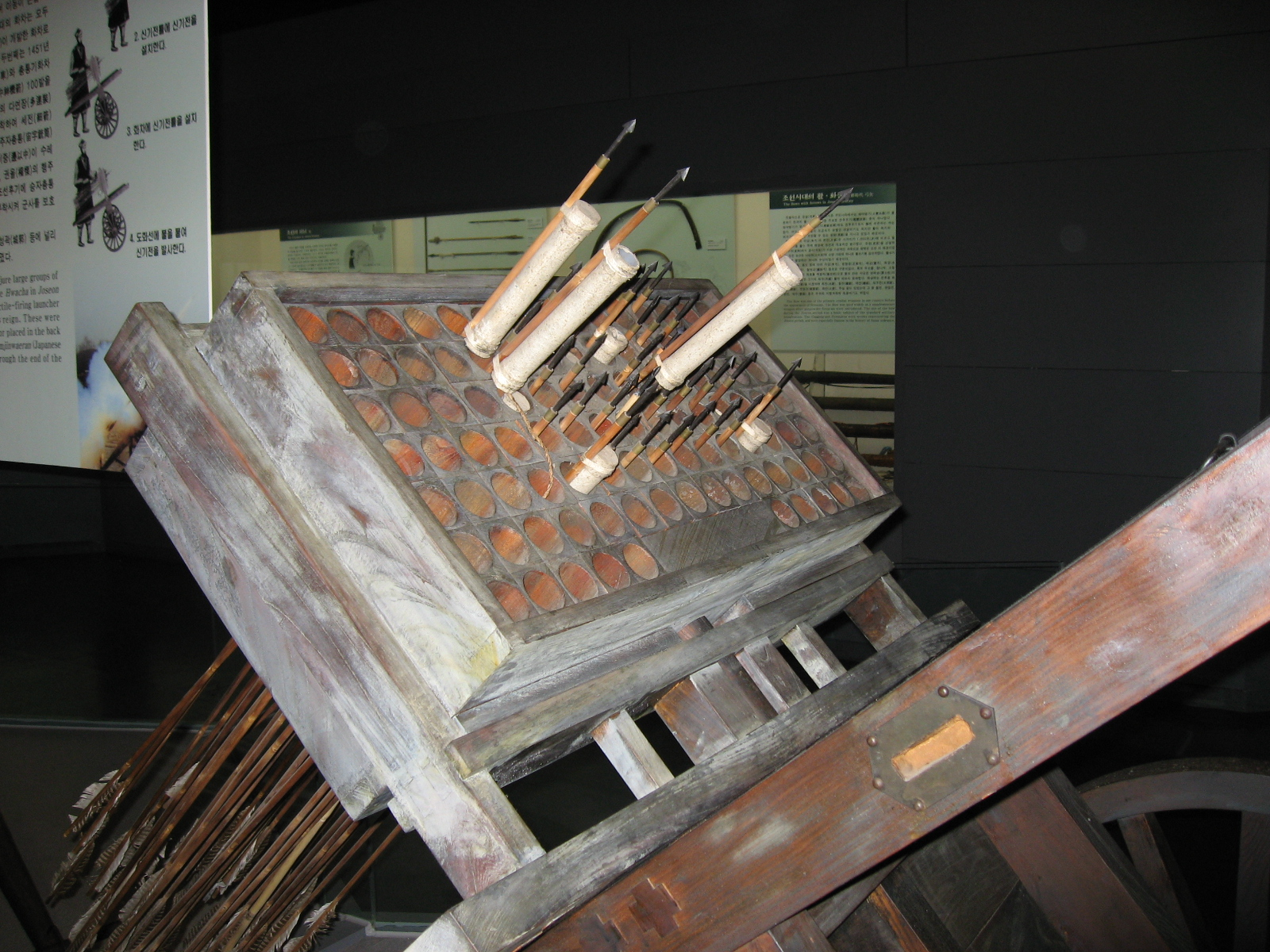
Uno hwacha conservato al monumento ai Caduti della Corea del Sud, a Itaewon.

Lo hwacha (화차?, 火車?, hwach'aMR; "carro di fuoco") era un lanciarazzi multiplo originatosi in Corea e adoperato per respingere l'invasione giapponese nel decennio 1590. Poteva lanciare fino a 200 singijeon (o sin'gijŏn), un tipo di razzi-frecce di fuoco. Lo hwacha consisteva in una carriola con due ruote che sosteneva una piattaforma di lancio piena di fori nei quali venivano inserite le munizioni.
Alcuni storici specializzati nell'Estremo Oriente ritengono che questo progresso tecnologico della metà del secolo sedicesimo, assieme alla nave testuggine, ebbe un contributo importante nello svolgimento della suddetta invasione.

## Storia

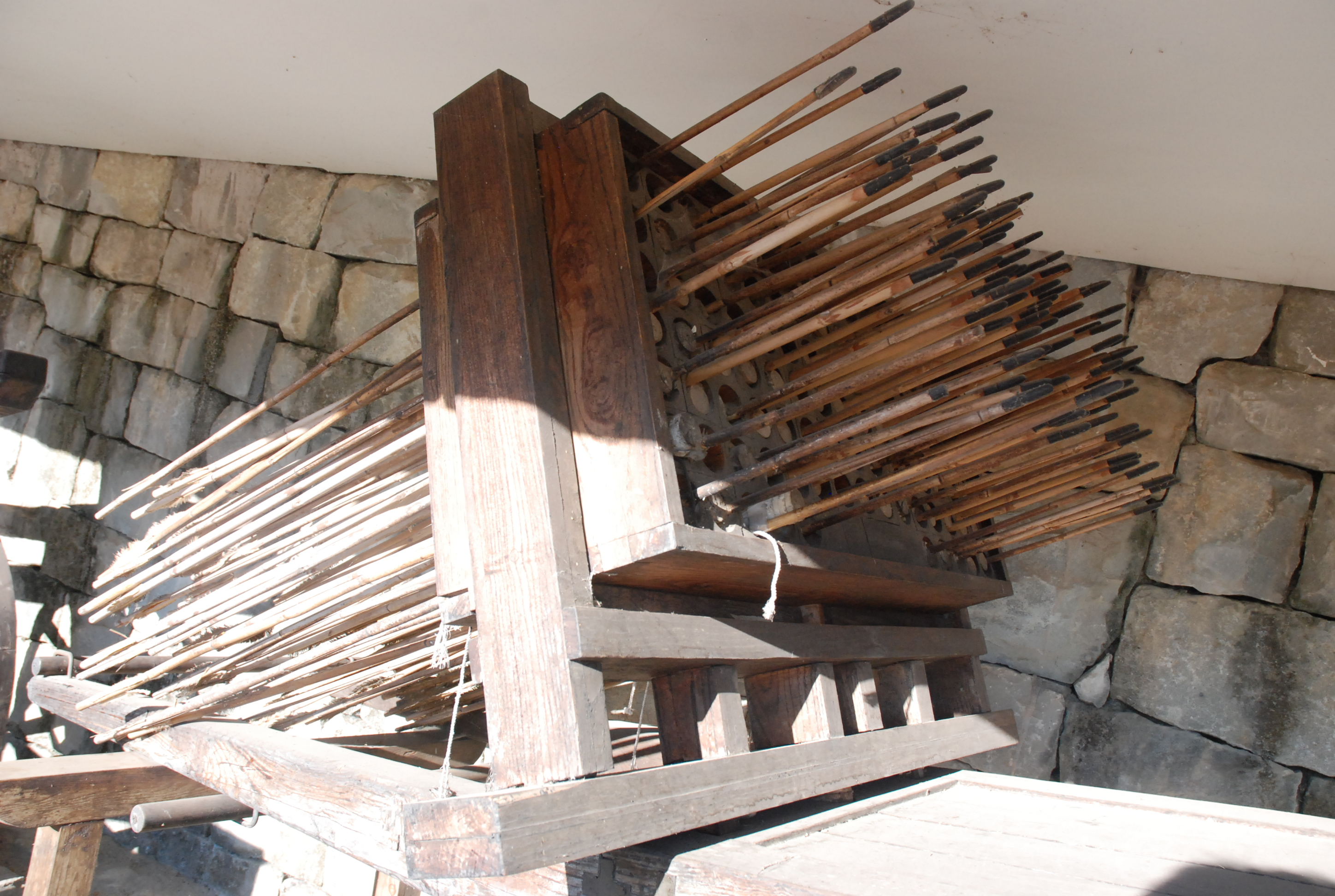
Uno hwacha caricato con i proiettili singijeon, esposto nel complesso della fortezza di Jinju.

Molto prima che venisse sviluppato lo hwacha, la Cina aveva imposto delle restrizioni severe per l'esportazione della polvere da sparo verso la Corea nel tentativo di mantenere il segreto della sua produzione. Dato che le armi a base di polvere da sparo erano vitali per i coreani nella lotta contro i pirati giapponesi wakō, vennero effettuati degli sforzi per produrre la polvere da sparo nel paese. Tra il 1374 e il 1376, la Corea diede inizio alla produzione di polvere da sparo, e nel 1377 Choe Mu-seon, un accademico coreano, scoprì il metodo per ottenerla attraverso l'estrazione di nitrato di potassio dal suolo. Da questa scoperta nacque lo juhwa, il primo razzo coreano. In seguito si arrivò allo sviluppo del singijeon.
Lo hwacha nacque come evoluzione del juhwa e del singijeon, e venne fabbricato per la prima volta nel secolo quindicesimo, durante il Joseon.
Il suo uso aumentò nel corso delle invasioni nipponiche della Corea, sia all'interno delle fortificazioni che nelle navi. Nel corso dell'assedio di Haengju, l'esercito coreano, comprendente 2500 uomini circa, dovette scontrarsi con oltre 10.000 giapponesi e si barricò nel forte di Haengju, nel quale riuscì a resistere non solo grazie alle scorte di cibo, ma anche grazie a quaranta hwacha, che contribuirono alla ritirata del nemico.